# Марушка (притока Гнилої Липи)
Мару́шка — річка в Україні, в межах Перемишлянського району Львівської області. Ліва притока Гнилої Липи (басейн Дністра). 

## Опис
Довжина 12 км. Річкова долина вузька і глибока (крім пригирлової частини). Річище слабозвивисте. Є кілька ставків. 

## Розташування
Марушка бере початок неподалік від східної частини села Малий Полюхів. Тече серед пагорбів Перемишлянського низькогір'я на захід, місцями на південний захід. Впадає до Гнилої Липи між селами Вовків та Мерещів. 
Над річкою розташовані села: Малий Полюхів, Плетеничі, Брикун і Вовків. 